# Øya
Øya és una zona de la ciutat de Trondheim (Noruega) que forma una península al riu Nidelva, amb Elgeseter a l'est. L'àrea és principalment residencial, però també hi ha l'Hospital Universitari de Sant Olaf així com els departaments de la Universitat Noruega de Ciència i Tecnologia i la Universitat de Sør-Trøndelag.